# Chlorophyllum globosum
Chlorophyllum globosum är en svampart som först beskrevs av Mossebo, och fick sitt nu gällande namn av Vellinga 2002. Chlorophyllum globosum ingår i släktet Chlorophyllum och familjen Agaricaceae.   Inga underarter finns listade i Catalogue of Life.